# The Mothers of Invention
The Mothers of Invention fue una banda experimental pionera del rock progresivo liderada por el compositor, guitarrista, cantante, productor discográfico y director de cine estadounidense Frank Zappa, activa entre mediados de los 60 y principios de los 70. Su trabajo está marcado por el uso de la experimentación sónica, innovadoras portadas de álbumes y elaborados espectáculos en vivo.

## Historia

### Comienzos
La banda tiene su origen en una anterior llamada The Soul Giants, fundada por el cantante Ray Collins, el bajista Roy Estrada y el baterista Jimmy Carl Black. En los 60, Roy Estrada y Dave Coronado formaron una banda llamada The Viscounts de 11 instrumentos. Después formaron un grupo de 4 instrumentos con antiguos componentes, y cuando dejó la banda su baterista, Roy se topó con Jimmy Carl Black en una tienda de música local y este se ofreció inmediatamente. La banda pronto cambió su nombre a The Soul Giants en 1964.
Cuando hicieron una audición en un club de reciente apertura en Inglewood llamado The Broadside, el dueño les dijo que los aceptaba si incluían a Ray Collins como cantante (Collins había estado trabajando como carpintero en el club). Así, la formación quedó: Roy Estrada, bajo; Jimmy Carl Black, batería; Ray Collins, voz; David Coronado, saxofón y Ray Hunt, guitarra. Cuando Hunt dejó la banda por una pelea con Collins, este contactó con su conocido de Pal Estudios, Frank Zappa. Black dijo: "Frank bajó y trató con la banda, y le gustó lo que hicimos, y nos gustó lo que él hizo, así que se unió. Un mes más tarde, el saxofonista David Coronado abandonó el grupo, dejando la posición de liderazgo abierta de par en par… Frank asumió el rol de líder, y sus palabras fueron: Si vamos a tocar mi música, os haré ricos y famosos." Joe Mancini también corrobora esta historia. En el mismo sentido hablaría Zappa.
Según Frank Zappa, la banda cambió su nombre a The Mothers of Invention en el Día de la Madre, de 1964, el 5 de octubre en U.S.A. Sin embargo, a decir de todos, Frank Zappa se unió a The Soul Giants después de su detención por cargos de pornografía el 26 de abril de 1965. Esta es la primera discrepancia de la historia documentada de The Mothers. Otros miembros del grupo refieren que la intención era llamar a la banda The Motherfuckers. En cualquier caso el nombre quedó en The Mothers. Cuando firmaron con la división Verve Records de MGM Records los ejecutivos adujeron razones comerciales para cambiar el nombre, por lo que la banda quedó definitivamente como The Mothers of Invention. En realidad Verve insistió en cambiar el nombre de la banda oficialmente porque "Mothers" en la terminología del argot es abreviatura de "Mothersfuckers (hijo de puta)", un término que, aparte de su profanidad, en un contexto de jazz connota un instrumentista musical muy cualificado.
Definitivamente formada en 1964, la banda se hizo primero popular en los ambientes underground de California a finales de los 60. Bajo el timón de Zappa, firmaron con el sello de jazz Verve Records, como parte de los planes de diversificación de la compañía. Verve lanzó el disco debut Freak Out! en 1966, que incluye en la formación de la banda a Zappa, Collins, Black, Estrada y Elliot Ingber. Fue uno de los primeros álbumes conceptuales y de rock experimental, y contaba con elementos que Zappa iba a mantener el resto de su carrera, como las letras satíricas y la complejidad técnica. El grupo se afianzó definitivamente en la escena musical con la participación de Herb Cohen como representante.
A principios de 1966 fueron vistos por el productor Tom Wilson durante la reproducción por Zappa de "Trouble Every Day", una canción sobre los disturbios de Watts, lo que indujo a Wilson a pensar que se trataba de una banda de blues de chicos blancos. Wilson había ganado reconocimiento como productor del cantautor Bob Dylan y del dúo de folk-rock Simon & Garfunkel, y era uno de los pocos afroamericanos que trabajaba como importante productor de música pop en ese momento. Wilson fue el artífice de la firma del contrato para The Mothers con Verve Records, que se había construido una sólida reputación en la industria de la música por sus lanzamientos de discos de jazz en los años 40 y 50, pero que estaba tratando de diversificarse entre el público pop y rock. Verve insistió en cambiar el nombre de la banda, como ya se dijo. Bajo la dirección de Zappa y con una formación cambiante, la banda lanzó una serie de álbumes aclamados por la crítica, incluyendo Absolutely Free, We're Only in It for the Money y Uncle Meat, antes de ser disuelta por Zappa en 1969.
Freak Out!, el álbum debut de la banda, se grabó en 1966 con Wilson como productor y The Mothers of Invention y una orquesta de estudio. Su contenido mezcla estilos como el R&B, el doo-wop y sonidos experimentales. El álbum estableció a The Mothers of Invention, y especialmente a Zappa, como figuras radicalmente nuevas en el espectro musical. Fue uno de los primeros álbumes conceptuales y de rock experimental, así como el segundo disco doble de la historia. 
Absolutely Free es otra exhibición de composición musical y de la característica sátira de Zappa, especialmente aguda al enfrentarse a la sociedad estadounidense. La formación de la banda se amplía con Bunk Gardner al saxofón, Don Preston al teclado, Jim Fedler a la guitarra rítmica y Billy Mundi a la batería. Pero Fedler dejaría el grupo antes de la publicación del álbum. El álbum está estructurado en dos suites, “Absolutely Free” y “The M.O.I. American Pageant”, una a cada lado del vinilo.
We're Only in It for the Money fue el tercer álbum de la banda, publicado el 4 de marzo de 1968 por Verve Records, y en 1986 por Rykodisc. Como los dos anteriores es un álbum conceptual, y satiriza la política, tanto a la izquierda como a la derecha, y especialmente a la subcultura hippie. Ejemplo de esto es la portada, que es una sátira del disco Sgt. Pepper's Lonely Hearts Club Band de The Beatles. Fue concebido como parte de un proyecto llamado No Commercial Potential, que produjo otros tres álbumes, Lumpy Gravy, Cruising with Ruben & the Jets y Uncle Meat. We're Only in It for the Money abarca rock, música experimental y psicodélica, con segmentos orquestales derivados de sesiones de grabación de Lumpy Gravy. En esta ocasión se incorpora Euclid James "Motorhead" Sherwood, que era road manager, como saxofón barítono y soprano. Como nota curiosa aparece Eric Clapton en dos temas, "Are You Hung Up?" y "Nasal Retentive Calliope Music."
Tras haber disuelto la banda, en 1970 formó una versión nueva de The Mothers que incluía a Ian Underwood, Jeff Simmons, George Duke, Aynsley Dunbar y los cantantes Mark Volman y Howard Kaylan (anteriormente de The Turtles, pero quienes por razones contractuales debían figurar en los créditos como the Phlorescent Leech & Eddie). Después de que se incorporara otro ex-Tortuga, el bajista Jim Pons, esta fue la formación durante 1971, cuando Zappa fue herido por un asistente a un concierto, que le agredió por celos originados por la admiración de su novia al músico. Durante su convalecencia Zappa compuso el álbum Waka/Jawaka, precursor del estilo jazzístico de Bongo Fury, editado en 1972. Zappa se centró en las grandes bandas y la música orquestal mientras se recuperaba de sus heridas, y en 1973 formó el cartel definitivo de The Mothers, que incluía el baterista Ralph Humphrey, al trompetista Sal Márquez, el tecladista y vocalista George Duke, el trombón Bruce Fowler, el bajista Tom Fowler, la percusionista Ruth Underwood y el tecladista y saxofonista Ian Underwood.
El álbum final utilizando The Mothers como banda de acompañamiento, Bongo Fury (1975), contó con el guitarrista Denny Walley y el batería Terry Bozzio, que continuó tocando para Zappa en sus siguientes trabajos.

### Álbum de debut: FreakOut! (1966)
Con Wilson acreditado como productor, The Mothers of Invention, aumentados con una orquesta de estudio, grabaron el innovador Freak Out! (1966), que, precedido por Blonde on Blonde de Bob Dylan, fue el segundo doble disco de rock que se ha publicado. Se mezcló R & B, doo-wop, y música concreta, y collages sonoros experimentales que capturaron la subcultura "freak (monstruo)" de Los Ángeles en ese momento. A pesar de que no estaba satisfecho con el producto final, en una entrevista de radio de finales de los 60 (incluida en la compilación póstuma MOFO Project/Object) Zappa relató que la pista de cierre del lado largo "Return of the Son of Monster Magnet" estaba destinada a ser el pista básica para una obra mucho más compleja que Verve Records no le permitió completar. Freak Out! estableció inmediatamente a Zappa como una nueva voz radical en la música rock, proporcionando un antídoto a la "cultura de consumo incesante de América" . El sonido era crudo, pero los arreglos eran sofisticados. Mientras se grababa en el estudio, algunos de los músicos de sesión adicionales se sorprendieron de que se leyesen las notas en las partituras mientras Zappa les dirigía, ya que no era habitual en las grabaciones de la música rock. Las letras elogiaban la no conformidad, menospreciaban a las autoridades, y tenían elementos dadaístas. Sin embargo, había un lugar para canciones de amor aparentemente convencionales. La mayoría de las composiciones son de Zappa, que así sentó un precedente para el resto de su carrera discográfica. Él tenía el control total sobre los acuerdos y las decisiones musicales e hizo la mayoría de los doblajes. Wilson proporcionó la influencia en la industria y las conexiones para obtener el grupo los recursos financieros necesarios.
Wilson produjo nominalmente el segundo álbum de The Mothers, Absolutely Free (publicado en 1967), que fue grabado en noviembre de 1966, y posteriormente mezclado en Nueva York, aunque en ese momento Zappa tenía el control de facto de la mayoría de las facetas de la producción. Se presentó tocado ampliamente extendido por The Mothers of Invention y se centró en las canciones que definieron el estilo de composición de Zappa al introducir cambios abruptos y rítmicos en canciones que se construyeron a partir de diversos elementos. Ejemplos de ello son "Plastic People" y " Brown Shoes Don't Make It", que contenían letras críticas no sólo con la hipocresía y la conformidad de la sociedad estadounidense, sino también con la contracultura de la los 60. Como dijo Zappa, "Somos ateos, y podemos satirizar todo." 

### Periodo de Nueva York (1966 –1968)
The Mothers of Invention tocaron en Nueva York a finales de 1966 y se les ofreció un contrato en el Teatro Garrick durante la Pascua de 1967. Los resultados fueron buenos y Herb Cohen amplió la reserva, lo que finalmente duró medio año. Como resultado, Zappa y su esposa, junto con The Mothers, se trasladaron a Nueva York. Sus espectáculos se convirtieron en una combinación de actos improvisados, talentos individuales de la banda, así como actuaciones ajustadas de la música de Zappa, todo dirigido por las famosas señales de mano de Zappa. Los artistas invitados y la participación del público se convirtieron en una parte regular de los espectáculos del Garrick Theater. Una tarde, Zappa logró atraer a algunos marines estadounidenses de la audiencia al escenario, donde procedieron a desmembrar una gran muñeca, después de que Zappa les dijera que fingieran que era un "bebé charlie (del vietkong)" .
Situados en Nueva York, y sólo interrumpidos por la primera gira europea de la banda, The Mothers of Invention grabaron el álbum considerado por muchos como el pico del trabajo del grupo de finales de los años 1960, We're Only in It for the Money (publicado 1968). Fue producido por Zappa, con Wilson acreditado como productor ejecutivo. A partir de entonces Zappa produjo todos los discos editados tanto por The Mothers como por él en solitario. We're Only in It for the Money (Sólo estamos (en la música) por la pasta) contó con una edición de audio y producción más creativa, y las canciones satirizaban sin piedad los fenómenos de poder hippie y del flower power. La foto de la portada parodió la del álbum de The Beatles Sgt Pepper's Lonely Hearts Club Band. Su diseño artístico es obra de Cal Schenkel, a quien Zappa había conocido en Nueva York. Esto inició una colaboración para toda la vida en la que Schenkel ha diseñado portadas de numerosos discos de Zappa yThe Mothers.
Como reflejo del enfoque ecléctico de Zappa en la música, el siguiente disco, Cruising with Ruben & the Jets (1968), fue muy diferente. Representaba una colección de canciones doo-wop; oyentes y críticos no estaban seguros de si el disco era una sátira o un homenaje. Zappa ha señalado que el álbum fue concebido en forma de composiciones de Stravinsky en su periodo neoclásico: "Si podía tomar las formas y los clichés de la época clásica y pervertirlas, ¿Por qué no hacer lo mismo ... con el doo-wop en los años cincuenta?”. Durante una canción se escucha en los coros “La consagración de la primavera” de Stravinsky.

### Regreso a Los Ángeles
Zappa y The Mothers of Invention regresaron a Los Ángeles en el verano de 1968. A pesar de ser un éxito con los aficionados en Europa, a The Mothers of Invention no les iba bien económicamente. Sus primeros discos fueron orientados vocalmente, pero Zappa escribió después jazz más instrumental y música clásica orientada a los conciertos de la banda, lo que confundió al público. Zappa sentía que el público no apreciaba su "música de cámara eléctrica"
En 1969 había nueve miembros en la banda y Zappa mantenía al grupo con sus derechos de publicación, tocaran o no Fue también el año en que Zappa, harto de la interferencia de la discográfica, dejó MGM Records por Reprise Records, subsidiaria de Warner Bros. Records, donde las grabaciones de Zappa y The Mothers soportarían la impronta de Bizarre Records. A finales de 1969, Zappa disolvió la banda. Se cita a menudo la carga financiera como la razón principal, pero también se comentó la falta de un esfuerzo suficiente por parte de los miembros de la banda. Muchos miembros estaban resentidos con la decisión de Zappa, y algunos lo tomaron como una señal de la preocupación de Zappa por la perfección a expensas del sentimiento humano. Otros se irritaron por "sus caminos autocráticos" , ejemplificados en que Zappa nunca se alojaba en el mismo hotel que los miembros de la banda. Varios miembros tocarían, sin embargo, para Zappa en los años venideros. Grabaciones residuales de la banda de este periodo se recogieron en Weasels Ripped My Flesh y Burnt Weeny Sandwich (ambos publicados en 1970). 
Más tarde, en 1970, Zappa formó una nueva versión de The Mothers (a partir de entonces, casi siempre dejó caer el "of Invention"). Se incluyó al batería británico Aynsley Dunbar, al teclista de jazz George Duke, a Ian Underwood, a Jeff Simmons (bajo, guitarra rítmica), y a tres miembros de The Turtles: el bajista Jim Pons, y los cantantes Mark Volman y Howard Kaylan, quienes, debido a los persistente problemas legales y contractuales, adoptaron el nombre artístico de "The Phlorescent Leech and Eddie", o "Flo & Eddie" . Esta versión de The Mothers debutó en el siguiente álbum en solitario de Zappa, Chunga's Revenge (1970), que fue seguido por la banda sonora de doble disco de la película 200 Motels (1971), en la que aparecían The Mothers, la Royal Philharmonic Orchestra, Ringo Starr, Theodore Bikel, y Keith Moon. Codirigida por Zappa y Tony Palmer, que fue filmada en una semana en los estudios Pinewood en las afueras de Londres. Las tensiones entre Zappa y varios miembros del reparto y el equipo se presentaron antes y durante la grabación. La película trata libremente de la vida en la carretera como músicos de rock. Fue la primera película fotografiada en cinta de vídeo y transferida a película de 35 mm, un proceso que permitió nuevos efectos visuales. Fue lanzado con críticas variadas. La valoración se basó en gran medida en la música orquestal, y la insatisfacción de Zappa con el mundo de la música clásica, que se intensificó cuando un concierto, previsto en el Royal Albert Hall después de la filmación, fue cancelado debido a que un representante de la sede encontró algunas de las letras obscenas. En 1975, perdió una demanda contra el Royal Albert Hall por incumplimiento de contrato. 
Después de 200 Motels, la banda se fue de gira, lo que resultó en dos álbumes en vivo, Fillmore East - June 1971, de junio de 1971 y Just Another Band From L.A.; este último incluye la pista de 20 minutos "Billy the Mountain", la sátira de Zappa de la ópera rock situado en el sur de California. Esta pista fue representativa de las representaciones teatrales de la banda en la que se utilizaron para construir canciones bocetos basados en escenas de 200 Motels, así como nuevas situaciones a menudo retratando encuentros sexuales de los miembros de la banda en la carretera. Durante los conciertos Filmore de junio de 1971 Zappa fue acompañado en el escenario por John Lennon y Yoko Ono. Esta actuación fue grabada, y Lennon publicó extractos en su álbum Some Time in New York City en 1972. Zappa posteriormente publicó su versión de los extractos del concierto en Playground Psychotics en 1992, incluyendo la pista jam "Scumbag" y una pieza vocal extendida de avant-garde (vanguardia) extendida de Ono (originalmente llamada "Au"), que Zappa renombró " A Small Eternity with Yoko Ono".

### Accidente, ataque y sus consecuencias (1971 –1972)
En diciembre de 1971, hubo dos serios reveses. Mientras se realiza en el Casino de Montreux, en Suiza, el equipo de The Mothers fue destruido cuando una bengala encendida por un miembro del público provocó un incendio que quemó el casino. Este hecho fue inmortalizado en la canción "Smoke on the Water" de Deep Purple. El hecho y las consecuencias inmediatas se pueden escuchar en el álbum bootleg Swiss Cheese/Fire!, publicados legalmente por Zappa como parte de la recopilación "Zappa's Beat the Boots II". Después de un descanso de una semana, The Mothers tocaron en el Rainbow Theatre, Londres, con equipo de alquiler. Durante el bis, un miembro del público empujó a Zappa fuera del escenario y cayó en el suelo de cemento del foso de la orquesta. La banda pensó que Frank había muerto. Había sufrido fracturas graves, traumatismo de cráneo y lesiones en la espalda, las piernas y el cuello, además de un golpe en la laringe que le hizo perder un intervalo musical de una tercera mayor, es decir, dos tonos en su registro, después de su recuperación. Este accidente lo obligó a usar una silla de ruedas durante un período prolongado, lo que le alejó de la carretera durante más de medio año. A su regreso a los escenarios en septiembre de 1972, todavía llevaba una rodillera en la pierna, tenía una cojera notable y no podía soportar por mucho tiempo estar en el escenario. Zappa señaló que una pierna se curó "más corta que la otra" (una referencia que más tarde se encontraría en las letras de las canciones "Zomby Woof" y "Dancin Fool'"), lo que le provocó dolor de espalda crónico. Mientras tanto, The Mothers se quedaron en el limbo y, finalmente, formaron el núcleo de la banda de Flo and Eddie.

### Etapa final (1973–1975)
Después de grabar un álbum orientado al jazz en solitario, Waka/Jawaka, y otro con The Mothers, The Grand Wazoo, con grandes bandas, Zappa formó e hizo giras con grupos más pequeños que incluían a Ian Underwood (cañas, teclados), Ruth Underwood ( vibras, marimba), Sal Márquez (trompeta y voz), Napoleon Murphy Brock (saxofón, flauta y voz), Bruce Fowler (trombón), Tom Fowler (bajo), Chester Thompson (batería), Ralph Humphrey (batería), George Duke (teclados, voz), y Jean-Luc Ponty (violín).
	Zappa continuó con una alta tasa de producción durante la primera mitad de la década de 1970, incluyendo el disco en solitario Apostrophe (') (1974), que alcanzó el puesto número 10 en las listas de álbumes pop de Billboard, ayudado por el sencillo "Don't Eat the Yellow Snow". Otros álbumes de este período son Over-Nite Sensation(1973) que contenía varios temas, que se convertirían en favoritos en conciertos futuros, tales como "Dinah-Moe Humm" y "Montana", y los discos de Roxy & Elsewhere (1974) y One Size Fits All (1975) que cuentan siempre cambiantes versiones de una banda todavía llamada The Mothers, y son notables por las entregas ajustadas de canciones de jazz-fusión muy difíciles en este tipo de piezas como "Inca Roads", "Echidna's Arf (Of You)" y "Be-Bop Tango (Of the Old Jazzmen's Church)". Una grabación en vivo de 1974, You Can't Do That on Stage Anymore, Vol. 2 (1988), capta "el espíritu total y la excelencia de la banda de 1973-1975" .
	Zappa publicó Bongo Fury en 1975, que contó con grabaciones en vivo de una gira del mismo año en que él se reunió con Captain Beefheart por un breve período. Más tarde se distanciaron durante años, pero estuvieron en contacto al final de la vida de Zappa. Bongo Fury fue el último álbum de nuevo contenido en ser acreditado por The Mothers.	En 1993 se publicó Ahead Of Their Time, un álbum de material previamente grabado por la formación original de The Mothers of Invention.
Zappa murió en 1993, a los 52 años. Jimmy Carl Black y otros excomponentes de la banda formaron la banda The Grandmothers, con el que interpretaban música de The Mothers. En los últimos años fallecieron otros miembros de la banda:
- El baterista original Jimmy Carl Black en 2008 a los 70 años, de cáncer de pulmón
- El vientista en 1967-69, Jim "Motorhead" Sherwood en 2011 a los 68 años
- El cantante original Ray Collins en 2012, a los 76 años de muerte natural
- El tecladista y cantante en 1970-75, George Duke en 2013 a los 67 años de leucemia
- El baterista en 1966-67, Billy Mundi en 2014 a los 72 años de diabetes

## Discografía
- Freak Out! (1966)
- Absolutely Free (1967)

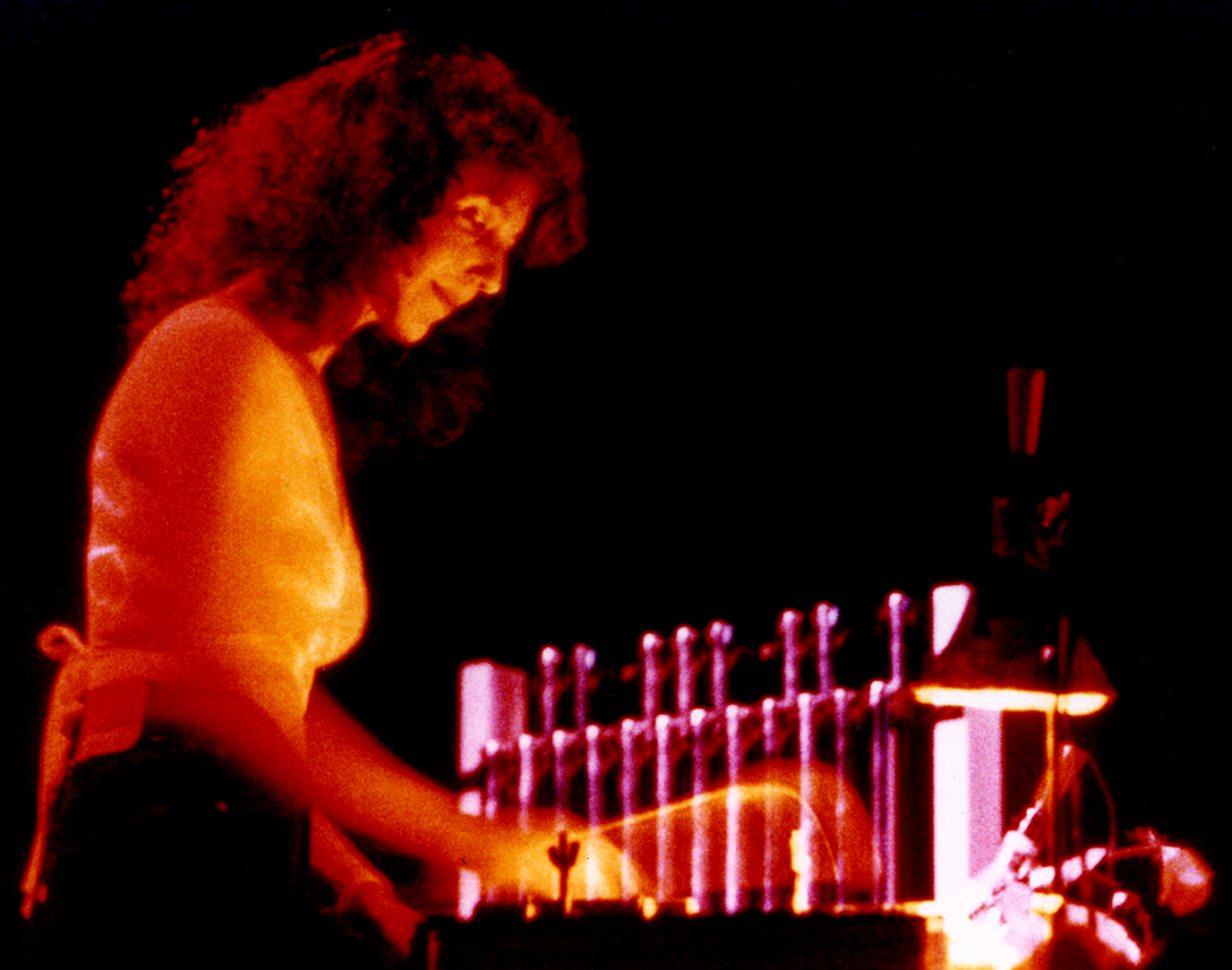
Ruth Underwood tocando con Zappa (ca. 1978).

- We're Only in It for the Money (1968)
- Cruising with Ruben & the Jets (1968)
- Uncle Meat (1969)
- Burnt Weeny Sandwich (1970)
- Weasels Ripped My Flesh (1970)
- Fillmore East - June 1971 (1971)
- Just Another Band From L.A. (1971)
- The Grand Wazoo (1972)
- Over-Nite Sensation (1973)
- Roxy & Elsewhere (1974)
- One Size Fits All (1975)
- Bongo Fury (1975)
- You Can't Do That on Stage Anymore, Vol. 2 - The Helsinki Concert (1988, grabado en 1974)
- You Can't Do That on Stage Anymore, Vol. 5 (1992, grabado en 1966-69)
- Playground Psychotics (1992, grabado en 1970-71)
- Ahead of Their Time (1993, grabado en 1968)
- Joe's Corsage (2004, grabado en 1964-65)
- Carnegie Hall (2011, grabado en 1971)
- Road Tapes, Venue #1 (2012, grabado en 1968)

## Películas
- 200 Motels (1971)
- Baby Snakes (banda sonora) (1979)
- The Dub Room Special (1982)
- Video From Hell (1987)
- Uncle Meat (1987)
- The True Story of Frank Zappa's 200 Motels (1989)

## Formaciones
Con Frank Zappa en guitarra, voz y ocasionalmente piano, bajo y percusión. Los nombres en negrita indican la primera aparición del músico como miembro de la banda.
| Año     | Álbum de estudio               | Formación |
| ------- | ------------------------------ | --- |
| 1966    | Freak Out!                     | Ray Collins - voz y percusión Elliot Ingber - guitarra Roy Estrada - bajo Jimmy Carl Black - batería, coros |
| 1966    | Absolutely Free                | Ray Collins - voz y percusión Bunk Gardner - vientos Jim Fielder - guitarra y piano Don Preston - teclados Roy Estrada - bajo Jimmy Carl Black - batería, coros Billy Mundi - batería                                                                   |
| 1967    | We're Only in It for the Money | Ian Underwood - vientos, piano James "Motorhead" Sherwood - vientos Bunk Gardner - vientos Don Preston - teclados Roy Estrada - bajo Jimmy Carl Black - batería, coros, trompeta Billy Mundi - batería                                                  |
| 1967-68 | Cruising with Ruben & the Jets | Ray Collins - voz y percusión Ian Underwood - vientos, piano James "Motorhead" Sherwood - vientos Bunk Gardner - vientos Don Preston - teclados Roy Estrada - bajo Jimmy Carl Black - batería, coros Art Tripp - percusión                              |
| 1967-68 | Uncle Meat                     | Ray Collins - voz y percusión Ian Underwood - vientos, piano James "Motorhead" Sherwood - vientos Bunk Gardner - vientos Don Preston - teclados Roy Estrada - bajo Jimmy Carl Black - batería, coros Art Tripp - percusión Billy Mundi - batería (1967) |

Burnt Weeny Sandwich y Weasels Ripped My Flesh cuentan con todos los músicos de las formaciones 1967-69.